# Abatete
Abatete est une ville de l'état d'Anambra au Nigeria.

## Description
Abatete est bordé à l'ouest par Umuoji, Uke et Ideani, au sud par Oraukwu et Alor, à l'est par Abacha, Nimo et Eziowelle, au nord par Ogidi. En langue locale, Abatete se nomme Aba Itenani ou “Aba Iteghete ce qui signifie lieu des neuf villages. Il est situé dans la zone de gouvernement local d'Idemili Nord dans l'État d'Anambra. Malgré l'origine de son nom, Abatete est composée de quatre villages sont à savoir : Agbaja, Nsukwu, Ogbu et Odida. Son peuple est l'un des peuples parlant Igbo de l'est du Nigeria. Abatete, comme la plupart des communautés Igbo, possède un riche patrimoine culturel.
Abatete a une école supérieure, Notre Dame High School Abatete qui dispose d'une association d'anciens élèves.
Historiquement, la ville d'Abatete était composée de neuf villages dont Nsukwu, Agbaja, Ogbu, Odida, Akwa, Mputu; le nom des trois autres villages villages est perdu. Des disputes locales ont entraîné le départ et l'émigration des habitants de plusieurs villages d'où le fait qu'il n'en reste que quatre.

## Végétation et climat
Abatete est situé dans une zone de forêt tropicale dense. On trouve quelques hectares d'arbres tels que  l'Iroko (Milicia excelsa), le Palmier à huile (Elaeis gunineensis), l'arbre à pain (Treculia Africana), Cola nitida, et des plantes hydrophytes comme l'herbe à éléphant (pennisetum purpureum).
En 2009, Abatete a souffert d'érosion désastreuses, après des pluies diluviennes, entraînant l'effondrement de plusieurs dizaines d'habitations. Les chefs du village ont encouragé les habitants à planter des cultures résistantes à l'érosion et liant le sol comme le bambou d'Inde et les anacardiers.

## voir aussi